# Lizbeth Webb
Pour les articles homonymes, voir Lizbeth, Webb et Holton.
Lizbeth Webb, de son vrai nom Élizabeth Sandra Holton, née le 30 janvier 1926 à Reading dans le Berkshire et morte à Londres le 17 janvier 2013, est une chanteuse soprano et actrice de théâtre britannique.

## Biographie
Née à Tilehurst, près de Reading, dans le Berkshire, Élizabeth est la dernière fille d'une famille de trois enfants. À la suite du décès de sa mère, Ethel Holton, elle est élevée par son oncle et sa tante, Alfred et Ethel Wills Webber. Dès son plus jeune âge, elle suit des cours de chant.
Elle commence sa carrière comme chanteuse au sein d'un groupe d'adolescents, puis sur les ondes de la BBC lors de la Seconde Guerre mondiale sous le pseudonyme de Betty Webb, dérivé de Betty Webber, nom qu'elle porte depuis ses premières années d'école. À cette époque, ses chansons servent à divertir les soldats britanniques et les troupes Alliées. Par ailleurs, elle collabore indépendamment avec plusieurs groupes musicaux, notamment pour Jack Payne (en), mais aussi Albert Sandler, Henry Hall, Louis Levy et Geraldo. Sa voix peut être entendue sur de nombreux programmes radiophoniques comme Workers Playtime, Variety Bandbox, Four and Twenty, Follies of the Air with Sonnie Hale, Home at Eight with Hermione et Friday Night Is Music Night.
Au lendemain de la guerre, elle est approchée par son futur imprésario Charles B. Cochran, qui l'engage pour travailler avec lui. Dès lors, Élizabeth abandonne son surnom de Betty Webb pour adopter le nom de scène de Lizbeth Webb. Dès 1946, elle obtient le rôle de Grace Green dans la pièce satirique Big Ben de Vivian Ellis et A. P. Herbert au théâtre Adelphi à Londres. À la suite de ce premier succès, Vivian Ellis et A.P. Herbert lui confient un nouveau rôle principal l'année suivante, où elle joue Willow Lucy dans la comédie musicale Bless the Bride, qui raconte l'histoire d'une femme amenée à quitter son étouffant fiancé anglais pour s'enfuir au bras de Pierre, un Français romantique, joué par Georges Guétary. La chanson This Is My Lovely Day, interprétée par Lizbeth Webb en duo avec Georges Guétary, devient l'un des titres les plus populaires et les plus demandés de la BBC et doit une part de sa célébrité au mariage de  la princesse Élisabeth et du prince Philippe la même année. Lizbeth gagne le surnom de Soprano Champagne, admirée pour son « dynamisme et sa vivacité ».
Lizbeth Webb joue aussi dans la pantomime, dont le rôle de Dick Whittington en 1950. Ivor Novello a écrit le rôle de Linda spécialement pour Webb dans sa dernière comédie musicale Gay's the Word, où toutes les ballades sont interprétées par la soprano. Elle a également joué Sarah Brown dans la première production londonienne de Blanches colombes et vilains messieurs (Guys and Dolls) au Coliseum de Londres en 1953, qui a été diffusée en tant que "Royal Variety Performance". Elle enchaîne les succès dans le West End et continue de divertir les troupes britanniques entre ses contrats, en Autriche après la guerre, en Corée, à Chypre et au Liban en 1956 où elle rencontre son second mari, le colonel Guy Campbell, qui dirige les forces britanniques à Tripoli. De leur union, naissent deux fils, Sir Lachlan Philip Kemeys Campbell, artiste et illustrateur né en 1958 et Rory Charles Fitzgerald Campbell, acteur et chanteur d'opéra.
À la fin des années 1950, les apparitions de la soprano deviennent moins fréquentes, celle-ci ayant choisi de se consacrer à l'éducation de ses enfants, bien qu'elle revienne plusieurs fois comme invitée à la radio et à la télévision.
En 1959, Lizbeth Webb joue le rôle de Giulietta dans la production télévisée de la comédie musicale Carissima de Eric Maschwitz (en), sur une musique composée par Hans May, mettant en vedette Ginger Rogers. Dix ans plus tard, elle tient à nouveau le rôle-titre dans The Merry Widow, d'abord en tournée, puis au Cambridge Theatre à Londres.
Elle déménage à Marbella en Espagne avec sa famille dans le courant des années 1970 avant de revenir en Angleterre, où elle s'établit à Cheltenham. Après la mort de son mari en 1993, Lizbeth Webb revient à Londres. Elle meurt le 17 janvier 2013, deux semaines avant son 87e anniversaire.